# May (Oklahoma)
May és un poble dels Estats Units a l'estat d'Oklahoma. Segons el cens del 2000 tenia 33 habitants.

## Demografia
Segons el cens del 2000, May tenia 33 habitants, 17 habitatges, i 7 famílies. La densitat de població era de 70,8 habitants per km².
Dels 17 habitatges en un 17,6% hi vivien nens de menys de 18 anys, en un 41,2% hi vivien parelles casades, en un 0% dones solteres, i en un 58,8% no eren unitats familiars. En el 47,1% dels habitatges hi vivien persones soles el 17,6% de les quals corresponia a persones de 65 anys o més que vivien soles. El nombre mitjà de persones vivint en cada habitatge era d'1,94 i el nombre mitjà de persones que vivien en cada família era de 3.
Per edats la població es repartia de la següent manera: un 18,2% tenia menys de 18 anys, un 6,1% entre 18 i 24, un 30,3% entre 25 i 44, un 33,3% de 45 a 60 i un 12,1% 65 anys o més.
L'edat mediana era de 41 anys. Per cada 100 dones de 18 o més anys hi havia 145,5 homes.
La renda mediana per habitatge era de 45.625 $ i la renda mediana per família de 50.313 $. Els homes tenien una renda mediana de 30.833 $ mentre que les dones 19.167 $. La renda per capita de la població era de 20.319 $. Cap de les famílies estaven per davall del llindar de pobresa.

## Poblacions més properes
El següent diagrama mostra les poblacions més properes.